# 望月はな
望月 はな（もちづき はな、2000年9月21日 - ）は、日本の女優であり、女性アイドルグループ・アイドルING!!!の元メンバーである。旧芸名は、細井 華（ほそい はな）。群馬県みどり市出身。かつてはソニー・ミュージックアーティスツおよびケイエムシネマ企画所属。

## 来歴
2014年、14歳の時に芸能事務所・長良プロダクションに所属し、舞台『春までの距離』に出演。
2016年、芸能事務所・ソニー・ミュージックアーティスツ主催のオーディションバラエティ番組『原宿FRESHガールズ』にてグランプリを受賞。以降、同事務所に所属。
2017年、アイドル育成番組『アイドルING!!!〜ネクスト育成ング!!!』にて最終オーディションを勝ち抜き、アイドルグループ・アイドルING!!!のメンバーとして2019年まで活動した。
2020年、ソニー・ミュージックアーティスツを退所。芸能事務所・ケイエムシネマ企画に所属し、芸名を細井華から望月はなへ改名した。
2025年、ケイエムシネマ企画を退所。

## 人物
性格はおっとり、天然。長所は芯が強いところ、短所は真面目すぎるところ。
趣味は料理、散歩、音楽鑑賞で、ゆったりとした音楽を聴きながら読書をしたり絵を描いたり時間に追われることなく気ままに過ごすことを好む。特技はパソコン操作。好きな色は黄。
子供の頃は、リズムに合わせて体を動かすことが好きで中学生時代はダンス部に入っていた。

## 出演

### 舞台
- 春までの距離（2015年1月28日 - 2月1日、シアター風姿花伝）[2]

### 映画
- 掴んだら、ドン（2017年10月14日、第3回石川シネマフェスティバル 石川PR短編映画）[6]
- SOUND of LOVE（2024年9月27日、MinyMixCreati部） - 中学生の明葉 役[9]

### テレビドラマ
- はれのひ シンデレラ ウェディングドレスを日本へ！ ある女性の挑戦（2024年2月24日、日本テレビ系） - 山下真知子 役[10]
- TOKYO VICE Season2 第3話（2024年2月15日、Max / 4月20日、WOWOW） - ホステス 役[6]
- 誰も知らない明石家さんま「80年代芸人がアイドルに勝った日〜タブーを破った禁断の一日」（2024年12月1日、日本テレビ系） - 岩崎良美 役[11]
- トーキョーカモフラージュアワー 第2話（2025年1月27日、朝日放送テレビ） - 非常階段の女 役[12][11]

### 配信ドラマ
- 匿名の恋人たち（2025年10月16日〈予定〉、Netflix） - 最上晶 役[13]

### Webドラマ
- little - Hair salon - Official「妹の大変身をサポートせよ！」（2024年7月19日、YouTube） - 河合 役[14]

### 配信バラエティ
- 原宿FRESHガールズ（2016年、AbemaTV FRESH! → FRESH! by AbemaTV）
- アイドルING!!!〜ネクスト育成ング!!!（2017年 - 2018年、FRESH! → FRESH LIVE）

### CM
- サガミシード（2023年12月）
  - 『先輩編』、『後輩編』、『キャンプ編』[15]